# Nikita Vitiugov
Nikita Kirillovich Vitiugov (Ruso: en ruso: Никита Кириллович Витюгов; nacido 4 de febrero de 1987) es un ajedrecista . Consiguió el título de Gran maestro FIDE en 2007. Fue un miembro  del equipo ruso campeón del Campeonato del Mundo de Ajedrez por Equipos en 2009 y 2013. Vitiugov ganó el torneo de Maestros del Gibraltar en 2013, el Abierto de Grenke  en 2017 y el campeonato ruso en 2021.

## Carrera profesional
Vitiugov fue campeón de Rusia sub-18 en 2005 y subcampeón del Campeonato Europeo sub-18 ese mismo año. Quedó segundo en el Campeonato de Rusia Juvenil tanto en 2006 como en 2007. Terminó subcampeón en el Campeonato Mundial Juvenil de Ajedrez de 2006 .
En julio de 2006 ganó el torneo de todos contra todos "Blue Sevan" en Sevan, Armenia para lograr su última norma requerida para el título de Gran Maestro. En diciembre de ese año participó por primera vez en la Superfinal del Campeonato de Rusia, quedando undécimo.
En 2008 ganó la Copa del Mar Báltico en Bornholm, Dinamarca, superando a Boris Savchenko en el desempate, y la Copa de Rusia, derrotando a Savchenko en la final.
En noviembre de 2009, participó en la Copa del Mundo de la FIDE, donde eliminó consecutivamente a Abhijeet Gupta, Gilberto Milos y Konstantin Sakaev para perder posteriormente ante Sergey Karjakin en la cuarta ronda. Al mes siguiente, Vitiugov terminó tercero en la 62.ª Superfinal del Campeonato de Rusia. Gracias a sus resultados en la Superfinal de 2009 y en el Campeonato del Mundo por Equipos de 2009, superó la marca Elo de 2700 por primera vez en la lista de clasificación de la FIDE de marzo de 2010.
En enero de 2013, Vitiugov ganó el torneo Masters del Tradewise Gibraltar Chess Festival venciendo al campeón defensor Nigel Short en un desempate en velocidad rápido. Él y otros tres terminaron el torneo con una puntuación de 8/10 puntos. En octubre del mismo año, terminó tercero en la Superfinal del Campeonato de Rusia.

### Competiciones por equipos
Vitiugov debutó con la selección rusa en agosto de 2009 jugando en el 6º Partido China-Rusia, celebrado con el sistema Scheveningen . Jugó el tablero 6 para el equipo ruso que ganó la medalla de oro en el Campeonato Mundial de Ajedrez por Equipos 2009 en Bursa con un puntaje de 5.5 / 6. Su puntuación de 2939, el segundo mejor del evento, le valió también una medalla de oro individual. Vitiugov jugó en el tercer tablero para el segundo equipo de Rusia en la 39.ª Olimpiada de Ajedrez anotando 6/9. En julio de 2011 participó en el 8º Campeonato Mundial por Equipos en Ningbo puntuando 4/6 en el tablero 5; gracias a este resultado, ganó una medalla de oro individual. En el Campeonato Mundial por Equipos 2013 en Antalya, Vitiugov ganó la medalla de oro por equipos y un bronce individual jugando en el tablero de reserva. En la edición 2017 del evento, ganó la medalla de plata por equipos en Khanty-Mansiysk . Al año siguiente, Vitiugov jugó para Rusia en la 43.ª Olimpiada de Ajedrez y se llevó la medalla de bronce por equipos.
Vitiugov juega para la Federación de Ajedrez de San Petersburgo en el Campeonato de Rusia por Equipos y en la Copa de Europa de Clubes de Ajedrez .Contribuyó a que su equipo obtuviese el oro en la Copa de Europa de Clubes 2011, anotando 5.5 / 7 con una calificación de 2835; gracias a este resultado también ganó el oro individual en el segundo tablero. En noviembre de 2012 ayudó a su equipo a ganar la plata en la 28ª Copa de Europa de clubes y también ganó el bronce individual en el tablero 3. En el Campeonato de Rusia por equipos de 2013 ganó el oro por equipos y el bronce individual en el segundo tablero. En la 29ª Copa de Europa de Clubes se llevó la plata en el tercer tablero. Su equipo, rebautizado como Mednyi Vsadnik (" Jinete de Bronce ") en 2015, volvió a ganar la medalla de oro en la Copa de Europa de Clubes en 2018. Vitiugov también ganó un oro individual.

## Libros
- Nikita Vitiugov (2010). The French Defence: a Complete Black Repertoire. Chess Stars. ISBN 978-954-8782-76-0.
- Nikita Vitiugov (2012). The French Defence Reloaded. Chess Stars. ISBN 978-954-8782-86-9.